# Nepa
La Nepa (en russe : Непа) est une rivière de Russie qui coule dans l'oblast d'Irkoutsk en Sibérie orientale. C'est un affluent de la Toungouska inférieure en rive gauche, donc un sous-affluent de l'Ienisseï .

## Géographie
La Nepa a une longueur de 683 kilomètres. Son bassin versant a une superficie de 19 100 km2 (surface de taille un peu inférieure à celle de la Slovénie).
Son débit moyen à l'embouchure est de 75 m3/s. 
La Nepa prend sa source dans la partie sud-est du grand plateau de Sibérie centrale. La rivière coule d'abord vers l'est puis vers le nord-est, enfin vers le sud-est dans son cours inférieur. Elle traverse de vastes zones de taïga dépeuplées. Elle finit par atteindre la Toungouska inférieure au niveau de la localité de Nepa. 
La Nepa n'est pas navigable et est prise dans les glaces depuis la deuxième quinzaine du mois d'octobre jusqu'à la seconde quinzaine du mois de mai.  

## Localités traversées
Il n'y a pas d'agglomération importante le long de la Nepa. La rivière est cependant jalonnée par quelques petites localités : Tokma, Bur, Ika, Dokton et Nepa. Toutes sont reliées entre elles par une route qui longe la rivière sur presque tout son parcours et qui assure une liaison vers le sud avec la ville d'Oust-Kout sur la Lena.

## Hydrométrie - Les débits mensuels à Ika
Le débit de la Nepa a été observé pendant 31 ans (pendant la période 1966-1999) à Ika, station hydrométrique située à plus ou moins 185 kilomètres de son confluent avec la Toungouska inférieure et à une altitude de 344 mètres. 
Le débit interannuel moyen ou module observé à Ika sur cette période était de 62,0 m3/s pour une surface de drainage prise en compte de 15 000 km2, soit plus ou moins 77 % du bassin versant total de la rivière qui compte 19 100 km2. La lame d'eau écoulée dans le bassin atteint ainsi le chiffre de 131 millimètres par an, ce qui peut être considéré comme satisfaisant dans le contexte des vastes régions de la Sibérie orientale, caractérisées par un écoulement moyen fort modéré. 
Cours d'eau alimenté avant tout par la fonte des neiges, mais aussi par les pluies estivales et automnales, la Nepa a un régime nivo-pluvial. 
Les hautes eaux se déroulent au printemps, surtout en mai puis en juin, ce qui correspond au dégel et à la fonte des neiges. Au mois de juin puis de juillet, le débit baisse fortement, puis se stabilise quelque peu par après jusqu'à l'automne tout en diminuant progressivement.
Aux mois d'octobre et de novembre, le débit de la rivière s'affaisse à nouveau, ce qui mène à la période des basses eaux. Celle-ci a lieu d'octobre à avril inclus et correspond aux intenses gelées hivernales. 
Le débit moyen mensuel observé en mars (minimum d'étiage) est de 5,51 m3/s, soit un peu plus de 1 % du débit moyen du mois de mai (379 m3/s), ce qui souligne l'amplitude extrêmement élevée des variations saisonnières. Ces écarts de débit mensuel peuvent être encore plus marqués d'après les années : sur la durée d'observation de 31 ans, le débit mensuel minimal a été de 1,37 m3/s en avril 1969, tandis que le débit mensuel maximal s'élevait à 577 m3/s en mai 1983.
En ce qui concerne la période libre de glaces (de mai à septembre inclus), le débit minimal observé a été de 12,7 m3/s en septembre 1984.  